# Поповско
 Тази статия е за историко-географската област.  За общината вижте Попово (община).  
Поповско е историко-географска област в Североизточна България, около град Попово.
Територията ѝ съвпада приблизително с някогашната Поповска околия – основната част от днешните общини Попово (без село Тръстика от Разградско) и Опака, както и селата Голямо Ново, Дралфа, Кошничари, Кръшно, Маково, Миладиновци и Росина в община Търговище. Разположена е в югозападната част на Източната Дунавска равнина. Граничи с Русенско на север, Разградско на изток, Търговищко и Омуртагско на юг и Горнооряховско и Беленско на запад.